# Lorigné
Lorigné – miejscowość i gmina we Francji, w regionie Nowa Akwitania, w departamencie Deux-Sèvres.
Według danych na rok 1990 gminę zamieszkiwało 308 osób, a gęstość zaludnienia wynosiła 28 osób/km² (wśród 1467 gmin regionu Poitou-Charentes Lorigné plasuje się na 709. miejscu pod względem liczby ludności, natomiast pod względem powierzchni na miejscu 779.).